# يارنو ترولي
يارنو تروللي (بالإيطالية: Jarno Trulli)‏ ولد بتاريخ 13 يوليو 1974. سائق فورملا 1 إيطالي سابق.

## مسيرته المهنية

### بداياته
ولد يارنو في بسكارا بأبروتسو في إيطاليا، لعائلة محبة للرياضات الميكانيكية، ولقد أطلق عليه والده اسم يارنو تيمنا ببطل الدراجات النارية الفنلندي يارنو سارينين، الذي مات في حلبة مونزا الإيطالية عام 1973. هذا الاسم الفنلندي جعل الكثير من الإيطاليين يعتقدون بأنه ليس إيطاليا عندما شارك في أول سباق فورملا 1. حماس والده تجاه الرياضات الميكانيكية لم يتوقف عند هذا الأمر، بل سعى لأن يكون ابنه أحد هؤلاء السائقين الناجحين، فدفع به منذ وقت مبكر بسباقات الكارتينغ.

### فورملا 3 وبداياته في الفورملا 1
بعد فوزه ببطولة إيطاليا للكارتينغ، ثم تبعها ببطولة أوروبا، فاز بسباق ألمانيا للفورملا 3 في عام 1993. وفي عام 1997 انضم لفريق ميناردي الإيطالي للفورملا 1. بعد سبعة سباقات مع ميناردي، تعاقد مع فريق بروست ليحل محل سائق الفريق آنذاك أوليفيه بانيس، تمكن يارتو من حصد الإعجاب، بعد أن استطاع أن ينهي السباق رابعا، وكان ذلك في ألمانيا. في السباق التالي بأستراليا كاد يارنو أن ينهي السباق ثانيا، قبل أن ينفجر المحرك قبل النهاية بقليل، أستمر تروللي مع فريق بروست موسمين آخرين. وتمكن في عام 1999 أن يحصل على مكان له في المنصة بجائزة أوروبا الكبرى بالنروج.

### من بروست إلى جوردن
بعد نتائجه الجيدة رأى تروللي أن نتائج فريق بروست لا تمكنه من تحقيق طموحاته في عالم الفورملا 1 فقرر الانتقال لفريق جوردن. لم يكن التوقيت في الانتقال لفريق الجوردن موفقا بالنسبة له، فالفريق لم يعد يمتلك القدرة التي كان يمتلكها في مطلع التسعينات. رغم أنه لم يستطع تحقيق أي منصة مع جوردن، إلا أن أدائه أبهر الكثيرين.

### من جوردن إلى رينو

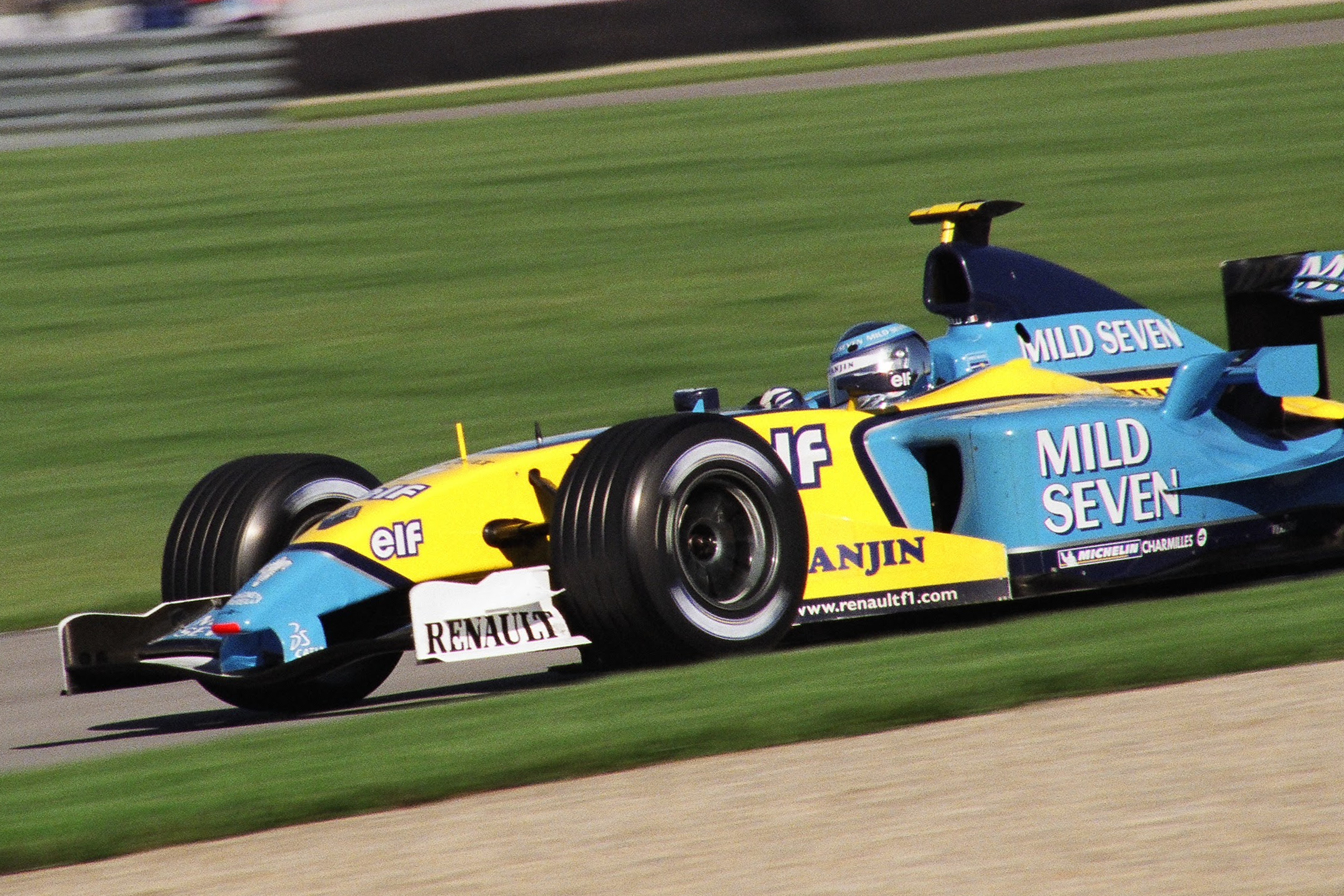
تروللي يقود سيارة رينو

انتقل يارنو إلى رينو في عام 2003، وكان هو والسائق الإسباني فرناندو ألونسو سائقي الفريق. بدا في الموسم الأول له في رينو أن ألنسو يقدم أفضل منه، لكن في الموسم التالي، أصبح الثنائي يقدمان أداء مميزا، لكن الأمور لم تستمر على هذا الحال، فعلاقته بمدير الفريق فلافيو برياتوري لم تكن جيدة، وساءت العلاقة أكثر عندما فقد الفوز في سباق موناكو لصالح سائق فيراري روبنز باركيلو. كثر النقد ليارنو من قبل الفريق، وساءت نتائجه أكثر خصوصا عندما فقد سباق إيطاليا. وانتقل في عام 2005 لفريق تيوتا.

### من رينو إلى تيوتا

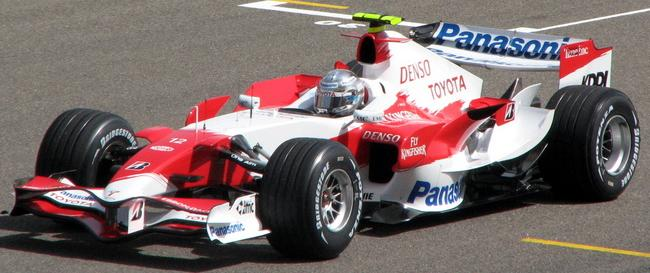
يارنو مع تويوتا إف 1

عند انتقاله لفريق تيوتا تمكن يارنو من تحسين النتائج والفوز بعدد من المنصات، إلا أن هذا الأمر لم يستمر، وحل في المركز السابع في بطولة العالم إلى جانب زميله في الفريق رالف شوماخر. لم تكن الأحوال أفضل بالنسبة للسائق الإيطالي فموسم 2006 كان محملا بالكثير من المتاعب، ولم يستطع أن يحقق أي منصة.

## حياته الخاصة
يارنو متزوج من باربرا، ولهما ابنان إنزو الذي سماه تكريما لوالده، وماركو. كما أنه شريك في كروم عنب في بلده إيطاليا، لإنتاج النبيذ.

## روابط خارجية
- يارنو ترولي على موقع Racing-Reference.info (الإنجليزية)
- يارنو ترولي على موقع DriverDB.com (الإنجليزية)
- يارنو ترولي على موقع CONI honoured athlete website (الإيطالية)